# ドクター・モリスの島/フィッシュマン
『ドクター・モリスの島/フィッシュマン』（原題：L'isola degli uomini pesce / Island of the Fishmen）は、1979年制作のイタリア映画。映画『ドクター・モローの島』にインスパイアされて制作されたSFホラー映画。

## あらすじ
1891年、カリブ海を1隻の救命ボートが漂流していた。乗っているのは、数日前に嵐で沈没した囚人護送船に収容されていた数人の囚人たちと軍医のクロードだった。ある夜、奇怪な物がボートを襲い、全員が海に投げ出された。
クロードが意識を取り戻すと、ある島の海岸に打ち上げられていた。クロードは4人の囚人たちと合流、5人は食料を探して島内をさまようが、得体の知れない生物に襲われ、囚人たちは次々と犠牲になっていく。
そして、クロードはアマンダという美しい女と出会うが、彼女はこの島から即刻立ち去るようにと警告する。彼女の後を追った彼らはとある農場に着き、不気味な原住民たちと暮らすエドモンドという男と出会う。エドモンドから夕食に招待されたクロードは妻としてアマンダを紹介されたが、クロードは2人に何か不自然なものを感じる。
やがて、この島の異常さを意識し始めたクロードはある日、半魚人に襲われるが、アマンダに助けられる。さらに、傷ついた老人を見つけたクロードは、その老人からこの島とエドモンドの驚愕の全貌を知る。
その老人はマーヴィンといい、アマンダの父であった。彼によると、エドモンドことドクター・モリスは学界を追われた狂気の科学者で、島の近海で見つかった幻の大陸アトランティスの遺跡から財宝を引き揚げるため、島の住民たちを半魚人に改造するという恐ろしいプロジェクトを実行していた。マーヴィンはモリスにアマンダを人質に取られ、プロジェクトに加担させられていたのだ。
モリスはマーヴィンを射殺、アマンダを拉致し、遺跡に向かった。彼らを追ったクロードはモリスを倒し、アマンダと共に半魚人たちに助けられて、火山噴火により崩壊する島を脱出するのだった。

## キャスト
| 役名                                  | 俳優                       | 日本語吹替                                 |
| 役名                                  | 俳優                       | テレビ朝日版                               |
| ------------------------------------- | -------------------------- | ------------------------------------------ |
| クロード・デ・ロス                    | クラウディオ・カッシネッリ | 羽佐間道夫                                 |
| アマンダ・マーヴィン                  | バーバラ・バック           | 田島令子                                   |
| エドモンド・ラッカム/ドクター・モリス | リチャード・ジョンソン     | 勝部演之                                   |
| アーネスト・マーヴィン                | ジョゼフ・コットン         | 杉田俊也                                   |
| シャキーラ                            | ベリル・カニンガム         | 比島愛子                                   |
| 不明 その他                           |                            | 青野武 雨森雅司 石井敏郎 上田敏也 沢木郁也 |
|                                       |                            |                                            |
| 演出                                  | 演出                       | 春日正伸                                   |
| 翻訳                                  | 翻訳                       | 進藤光太                                   |
| 効果                                  | 効果                       | PAG                                        |
| 調整                                  | 調整                       | 山田太平                                   |
| 制作                                  | 制作                       | 日米通信社                                 |
| 解説                                  | 解説                       | 淀川長治                                   |
| 初回放送                              | 初回放送                   | 1983年5月29日 『日曜洋画劇場』             |

- 日本語吹替は2024年1月10日発売のHDリマスター版Blu-rayに収録[1]。

## 製作
映画の一部は実際にカリブ海の島々で撮影され、典型的な植民地時代の設定を再現している。メインセットはサルデーニャのカポ・カッチャやアルゲーロに、また、洞窟のシーンは同じくサルデーニャ西岸のネプチューン洞窟で撮影された。また、水中のアトランティスの遺跡は、ローマのオリンピックプールでミニチュア撮影された。
1995年、セルジオ・マルティーノ監督によりテレビ映画として続編“La regina degli uomini pesce”（「フィッシュマンの女王」）が作られたが、2008年まで公開されることがなかった。

## アメリカ公開版
アメリカでは1981年に独自に再編集され、“Something Waits in the Dark”および“Screamers”として公開された。
この映画は、『ゴジラ』を『怪獣王ゴジラ』としてアメリカで公開したことで知られる、ハロルド・ロスとリチャード・ケイによって米国での配給権が買い付けられた。両プロデューサーは、興行上の理由から残酷シーンを増やしR指定とするため、当初ジョー・ダンテに追加シーンの依頼をしたものの、当時『ハウリング』の撮影準備で多忙ったダンテは、ミラー・ドレイクを紹介し、彼が監督を行うこととなり、編集をダンテが手伝うこととなった。
撮影は４日間をかけ、B級映画で頻繁に使われるブロンソン渓谷の洞窟やレオ・カリロ・ビーチで、キャメロン・ミッチェル やメル・ファーラーらの撮影を行った後、ダンテの自宅ガレージやその裏山でも撮影を行った。クリス・ウェイラスは、出来の悪かった原作のクリーチャーを作り直し、首が捥がれるシーンや、水槽に横たわる新たな半魚人などを造形した。ミラー・ドレイクは、それら新しいシーンを原作の冒頭に配置し、物語の中盤にも挿入したうえ、冗長だった原作をカットして85分の作品に仕上げ、“Something Waits in the Dark”という新しいタイトルを付けた。また、ジム・ウィノースキーによって作られた予告編には、本編にはない女性のヌード(『モンスター・パニック』からの流用)が含まれていた。
ロジャー・コーマン率いるニューワールド・ピクチャーズは、改めてこの“Something Waits in the Dark”の配給を決め、当初バージニア州でテスト興行を行ったものの、結果は芳しくなかった。コーマンはウイノースキーに宣伝のやり直しを指示し、ウィノ―スキーは新たに友人のロブ・ボッティンと共に、新しい予告編に取り組むこととにした。コーマンの撮影所には、取り壊し前の『ギャラクシー・オブ・テラー』のセットが残っており、そこでコンピュータ端末を操作する金髪女性と"皮を剥がれた男"の撮影を行い、本編映像を一切使わない新しい予告編を製作した。その際に映画のタイトルを、当時ヒットしていた『スキャナーズ』にあやかり“Screamers”とし、また「あなたは皮を剥がれる男たちを目撃する」という宣伝惹句を強調した。
その甲斐あり“Screamers”は多くの観客を集めたが、アトランタでの上映で皮を剥がされた男が登場しないと観客が怒り出す事件があった。そのためウイノースキーは、急遽予告編のフッテージを映画本編に挿入し皮を剥がされた男を登場させた。ただしウイノースキーによると、その際の編集は上映用のポジフィルムに直接つなぎ合わせる方法で行われたため、ネガフィルムとしては現存しておらず現在視聴することは出来ないという。

## 日本での展開
日本では、1980年に松竹富士の配給によりイタリア版が劇場公開された。その際、一昨年公開された『ドクター・モローの島』を想起させるようなタイトルが配給会社により付けられたが、劇中「ドクターモリス」という人物は登場しない。1983年のテレビ放映では、リチャード・ジョンソン演じるエドモンド・ラッカムをドクター・モリスとして吹き替えている。
1980年代後半に、大映ビデオよりVHS、βソフトが発売。日本語字幕、ワイドサイズ収録、イタリア公開版を元にした99分版
2001年にビームエンタテインメントよりDVDが発売。イタリア版95分
2024年にハピネットよりBlu-rayが発売。イタリア版99分、日曜洋画劇場版日本語吹替、米国版Screamers等収録

## 関連作品
- ドクター・モローの島
- D.N.A./ドクター・モローの島